# Сула чорнокрила
Сула чорнокрила (Papasula abbotti) — вид морських птахів родини сулових (Sulidae).

## Поширення та чисельність
Сула чорнокрила гніздиться лише на острові Різдва на сході Індійського океану. До початку XX століття птах гніздився на острові Успіння (у складі Сейшельських островів), островах Родригес і Маврикій, архіпелазі Чагос. У 1967 році на острові Різдва нараховувалось 2300 гніздових пар. У 1983 році популяція скоротившись до 1900 пар до 1983 року. У 1991 році нарахували 2500 гніздових пар. За оцінками, загальна чисельність виду становить близько 6000 птахів. Гніздиться на заході та півдні острова. На півночі відсутній через постійні сильні вітри. Популяція виду зменшилася на 30-49 % за останні 90 років, проте з 1991 року чисельність виду здається стабільною.

## Опис
Птах сягає до 80 см завдовжки і важить близько 1,5 кг. Голова, потилиця і велика частина нижнього боку мають біле забарвлення. Криючі крил та хвіст чорного кольору. Очі чорні. Дзьоб самця світло-сірий, у самиць рожевий з чорною вершиною.

## Спосіб життя
Морський птах, що тримається поблизу узбережжя і далеко у відкрите море, зазвичай, не залітає. Від острова Різдва може відлітати не більше ніж на 40-100 км. Живиться рибою та кальмарами. Птах може дожити до віку 40 років. Статевозрілим стає у восьмирічному віці. Утворенню пари передують шлюбні танці. Утворює моногамну пару на все життя. Розмножується кожні два роки. Гніздування починається у травні-червні. Гніздо облаштовують на кроні дерев на висоті 10-40 м. У кладці одне яйце. Насиджують почергово обидва партнери. Інкубація триває 55 днів. Пташенята вилуплюються голими і сліпими, потім покриваються світлим пухом. Через 180 днів молоді птахи вчаться літати, але самостійними стають ще через 200 днів.